# Subprefeitura da Lapa
A Subprefeitura da Lapa é uma das 32 subprefeituras da cidade de São Paulo, sendo regida pela Lei nº 13.999 de 1º de agosto de 2002.
É composta de seis distritos: Lapa; Barra Funda; Perdizes; Vila Leopoldina; Jaguaré e Jaguara que somados equivalem a uma área de 40,1 quilometro quadrados e comporta 305.536 habitantes.
A evolução que o distrito da Lapa passou nos últimos cinquenta anos possibilitou diversas e destacáveis mudanças, sendo reconhecido atualmente como um dos distritos mais bem providos de infraestrutura urbana, como Terminal Intermodal Palmeiras-Barra Funda, shoppings centers, universidades e o renomado Memorial da América Latina.

## Origem
As origens da Lapa respeitam os primórdios do povoamento de São Paulo de Piratininga. Em 1581 surge a primeira notícia da região, quando junto ao Rio Emboaçava, depois chamado de Pinheiros, os jesuítas receberam uma sesmaria.
A partir de meados do século XVIII, em meio aos outros imóveis da denominada paragem do Emboaçava, a "Fazendinha da Lapa" passa a se evidenciar. Essa era vizinha dos sítios Mandi, Tabatinguá, Água Branca e Emboaçava.
Os jesuítas deixam a região em 1743.
Em 1805, fase de grande aumento na produção de cana de açúcar, o movimento das tropas da rota que ligavam a vila de Itu a São Paulo e litoral, se aproveitou do conforto e da adequação da ponte do Sítio do Coronel Anastácio de Freitas Troncoso, utilizando tal como preferência neste deslocamento da cana.
O progresso de algumas olarias e a expansão da população, que reforçaram a urbanização do distrito da Lapa, deve-se a qualidade do barro nas margens do Rio Tietê que impulsionaram o começo da industrialização no local.
No período cafeeiro brasileiro, a Lapa passou a exibir elementos que já a definiam como um distrito do município de São Paulo. Suas pequenas propriedades começaram a ser loteadas chamando a atenção do gradativo crescimento imigratório, particularmente dos italianos.
A ferrovia intensificou a manifestação das primeiras indústrias da região, como o Frigorífico Amour. Tais manifestações foram aceleradas com as construções das marginais dos Rios Pinheiros e Tiête e das rodovias, nas décadas de 50 e 60.

## Distrito da Lapa
- IDH: 0,941 - muito elevado (11°)
- Área: 10,0 km²[4]
- População: 65.739[4]
- Principais Bairros[5]: Água Branca, Alto da Lapa, Vila Anastácio, Vila Argentina, Vila Augusto, Vila Ipojuca, Lapa, Lapa de Baixo, Parque Residencial Lapa, Vila Pompéia e Vila Romana.
- Principais Vias de Acesso: Av. Ermano Marchetti, Av. Raimundo Pereira de Magalhães, Ruas Aurélia, Clélia, Guaicurus e Pio XI.
- Estações do Metrô e Terminais de Ônibus: Estação Lapa (Linha 7–Rubi), Estação Lapa (Linha 8–Diamante) e Terminal de Ônibus Lapa da SPTrans

Esse distrito possui nobres bairros do município de São Paulo, contando com imóveis de alto padrão. No centro da Lapa, temos o verdadeiro comercio da região que abrange inúmeras lojas de diversos departamentos. Ainda não possui metrô, todavia em 2015 foram iniciadas obras da linha 6-laranja do metrô, que contará com estações na região. Por possuir uma boa infraestrutura urbana, muitas localidades culturais se instalaram por ali como: o Tendal da Lapa, a Estação Ciência, o teatro Cacilda Becker, o Museu do Relógio e o Museu Espírita. A área também é sede dos Estúdios Mauricio de Sousa e da TV Cultura.

## Distrito da Barra Funda
- IDH: 0,917 - muito elevado (21°)
- Área: 5,6 km²[4]
- População: 14.383[4]
- Principais Bairros[5]: Barra Funda, Vila Barra Funda, Vila Charlot, Vila dos Ferroviários e Parque Industrial Tomas Edson.
- Principais Vias de Acesso: Marginal Tietê, Avenida Marquês de São Vicente, Avenida Francisco Matarazzo, Avenida Antártica, Avenida Pacaembu e Avenida São João.
- Estações do Metrô e Terminais de Ônibus: Terminal Intermodal Palmeiras-Barra Funda (Linha 3-Vermelha do Metrô e Linhas 7-Rubi e 8-Diamante da CPTM) Áreas SPTrans: 1-Noroeste/Verde e 8-Oeste/Laranja

A Barra Funda, é um distrito bastante tradicional, abrange o Terminal Rodoviário Barra Funda, que oferece importantes serviços públicos como a CPTM, o metrô e a ônibus. Também é localizado o Estádio Allianz Parque, pertencente ao clube de futebol Palmeiras e o Centro de Treinamento (CT) do mesmo e do São Paulo Futebol Clube. A localidade ainda é formada por edifícios empresariais e residenciais de alto padrão e dos Shoppings Bourbon e West Plaza.

## Distrito de Perdizes
- IDH: 0,957 - muito elevado (3°)
- Área: 6,10 km²[4]
- População: 111.161[4]
- Principais Bairros[5]: Vila Anglo-Brasileira, Campos Da Escolástica, Perdizes, Vila Pompéia, Bairro Siciliano, Sumaré, Bairro Urbanizadora e Jardim Vera Cruz.
- Principais Vias de Acesso: Avenida Sumaré, Avenida Antártica, Avenida Pompeia, Avenida Pacaembu, Avenida Doutor Arnaldo, Rua Heitor Penteado
- Estações do Metrô e Terminais de Ônibus: Estação Sumaré(Linha 2-Verde), Área 9-Cinza/Centro da SPTrans

O distrito de Perdizes, é uma região muito valorizada em São Paulo por sua infraestrutura e alto IDH, proveniente como muitos bairros paulistanos, de propriedades rurais. Abriga diferentes entidades educacionais como, por exemplo, a Pontifícia Universidade Católica, uma das mais conhecidas instituições de ensino superior do Brasil, e colégios como o São Domingos, Santa Marcelina e Batista Brasileiro. Apresenta uma localização privilegiada, por ser próximo a Avenida Paulista e a região central do município.

## Distrito da Vila Leopoldina
- IDH: 0,907 - muito elevado (23°)
- Área: 7,20 km²[4]
- População: 39.485[4]
- Principais Bairros[5]: Alto da Lapa, Bela Aliança, Conjunto Haddad, Vila Hamburguesa, Jardim Humaitá, Parque da Lapa, Vila Leopoldina e Vila Ribeiro de Barros.
- Principais Vias de Acesso: Marginal Pinheiros, Marginal Tietê, Rodovia Castelo Branco, Avenida Dr. Gastão Vidigal, Avenida Imperatriz Leopoldina, Avenida Queiroz Filho e Avenida Professor Fonseca Rodrigues.
- Estações do Metrô e Terminais de Ônibus: Estação Ceasa (Linha 9–Esmeralda), Estação Imperatriz Leopoldina (Linha 8–Diamante), Área 9-Cinza/Centro da SPTrans

O maior fator de progresso para o distrito foi a construção da Companhia de Entrepostos e Armazéns Gerais do Estado de São Paulo (Ceagesp). A Vila Leopoldina, é servida por duas linhas de trens, 8–Diamante e a 9–Diamante. Apesar de ser um distrito de classe média, apresenta muitos contrastes sociais como favelas. Ele também abrange o ginásio SESI, onde ocorrem muitos jogos de vôlei da Superliga.

## Distrito de Jaguaré
- IDH: 0,849 - elevado (51°)
- Área: 6,60 km²[4]
- População: 49.863[4]
- Principais Bairros[5]: Parque Continental, Vila Graziella, Jaguaré, Centro Industrial Jaguaré, Vila Jaguaré e Vila Lageado.
- Principais Vias de Acesso: Marginal Pinheiros, Rodovia Castelo Branco, Avenida Jaguaré. Avenida Escola Politécnica, Avenida Presidente Altino, Avenida Engenheiro Billings e Avenida Bolonha.
- Estações do Metrô e Terminais de Ônibus: Estação Villa Lobos-Jaguaré (Linha 9–Esmeralda), Área 8-Oeste/Laranja da SPTrans

No ano de 1935 foi projetado e construído pelo engenheiro Henrique Dumont Villares, o distrito de Jaguaré. Dividido em áreas residenciais, industriais e comerciais atraiu uma enorme quantidade de pessoas e principalmente industrias, conservando-se até hoje como um importante centro industrial de São Paulo. O distrito abrange ainda o Museu de Tecnologia e localiza-se próximo á Cidade Universitária.

## Distrito de Jaguara
- IDH: 0,863 - elevado (44°)
- Área: 4,6 km²[4]
- População: 24.895[4]
- Principais Bairros[5]: Parque Anhanguera, Vila Aparecida Ivone, Jardim Belaura, Jardim Cimobil, Vila Eleonora, Jaguara, Vila Jaguara, Jardim Marisa, Vila Nilva, Jardim Piauí, Vila Piauí, Vila Remédios, Vila Santa Edwiges, Chácara São Joao, Vila Varanda e Jardim Vieira.
- Principais Vias de Acesso: Av. Mutinga, Av. Cândido Portinari, Marginal Tietê, Rodovia Anhanguera e Rodovia Castelo Branco
- Estações de Metrô e Terminais de Ônibus: Área 1-Noroeste/Verde da SPTrans

Empresas como a Danone, Unilever e a Expresso Araçatuba possuem sede no distrito que mescla áreas residenciais com industriais. Grande parte dele é também preservada por árvores nativas da mata atlântica situadas no Parque Municipal da Vila dos Remédios. Jaguara fica localizado entre as rodovias Anhanguera, Castelo Branco e a Marginal Tiete, sendo assim um local de fácil acesso.

## Subprefeitos
- Adaucto José Durigan - (2002-2004)[6]
- Amândio Martin - (2005)[7]
- Paulo Magalhães Bressan - (2005-2007)[8]
- Luiza Nagib Eluf - (2007 - 2009)[9]
- Soninha Francine - (2009-2010)[10]
- Carlos Eduardo Batista Fernandes - (2010-2012)[11]
- Coronel Ademir Ramos - (2012)[12]
- Coronel Ailton Brandão - (2012)[13]
- Coronel Marco Antonio Augusto - (2012-2013)[14]
- Ricardo Airut Pradas - (2013-2014)[15]
- Jackeline Moreno de Oliveira - (2014)[16]
- José Antonio Varela Queija - (2014-2016)[17]
- Carlos Eduardo Batista Fernandes - (2017-2019)[18]
- Leonardo Casal Santos - (2019-2021)[19]
- Caio Luz - (2021)[20]
- Fernanda Galdino - (2021-2022)[21]
- Coronel Marcus Vinícius Valério - (2022-2023)[22]
- Ismar de Freitas Neto - (2023)[23]
- Luiz Carlos Smith Pepe - (2023 - 2024)[24]
- Ana Carolina Nunes Lafemina - (2024)[25]
- Coronel José Marcelo Macedo Costa - (2024 - 2025)[26]
- Coronel Telhada (2025 - presente)[27]